# Estación Tlaquepaque Centro
Tlaquepaque Centro es la tercera estación de la Línea 3 del Tren Ligero de Guadalajara en sentido sur-oriente a nor-poniente, y la décimo-sexta en sentido opuesto.

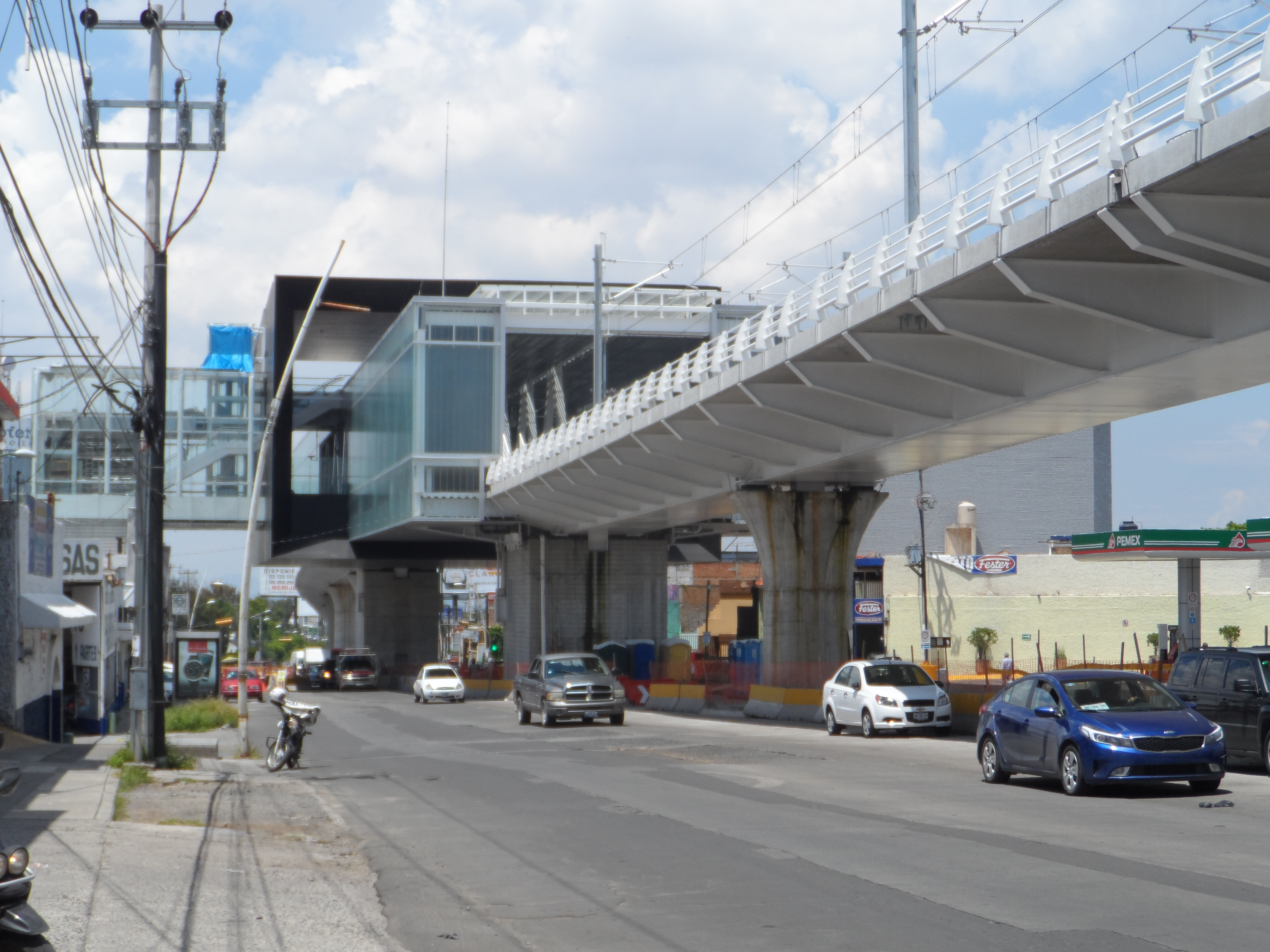
Vista externa de la estación Tlaquepaque Centro.

Esta estación se ubica sobre la Avenida Francisco Silva Romero de Tlaquepaque (Avenida Revolución de Guadalajara), entre las calles Zaragoza y 16 de Septiembre que conducen hacia el centro histórico de la ciudad conurbada de Tlaquepaque. Es también una de las estaciones elevadas del Viaducto Guadalajara-Tlaquepaque de la línea 3.
El logotipo de la estación es un jarrón de barro, en alusión a las artesanías que se elaboran en el municipio de Tlaquepaque.

## Puntos de interés
- El Parián de San Pedro Tlaquepaque
- Plaza Infonavit Revolución
- Secretaría Municipal de Seguridad Pública
- Centro de Salud Rosales
- Templo de San Javier y Cristo Resucitado